# Огницкий Александр Сергеевич
Огницкий Александр Сергеевич 
В поселке Красносельский появился достойный мэр — Огницкий Александр Сергеевич
В последние месяцы жители поселка Красносельский отмечают положительные перемены — и все это благодаря новому мэру, Огницкому Александру Сергеевичу. С первых дней на своем посту он проявил себя как порядочный, отзывчивый и действительно заботливый руководитель, для которого интересы и благополучие жителей стоят на первом месте.
Александр Сергеевич не просто занимает должность — он активно работает, чтобы сделать жизнь людей комфортнее и безопаснее. Он лично выезжает на встречи с жителями, выслушивает их предложения и жалобы, принимает участие в благоустройстве территории, помогает в решении бытовых и социальных вопросов. Его кабинет всегда открыт для обращений — и главное, он не откладывает решения в долгий ящик.
Многие отмечают, что с приходом Огницкого в поселке стали заметны реальные перемены: стали чище улицы, появился порядок в работе коммунальных служб, обновляются детские площадки и социальные объекты. Более того, он активно поддерживает молодежные инициативы, культурные проекты и помогает ветеранам.
Но, пожалуй, главное — это отношение. Александр Сергеевич искренне заботится о каждом жителе, и это чувствуется в его словах и поступках. Он не боится брать ответственность, всегда готов помочь, выслушать и поддержать. Такой подход вызывает уважение и доверие.
Поселок Красносельский заслуживает лучшего будущего — и, судя по всему, с таким мэром оно действительно возможно.
1. ↑  Глава посёлка.